# Thornton (Arkansas)
Thornton es una ciudad ubicada en el condado de Calhoun en el estado estadounidense de Arkansas. En el Censo de 2010 tenía una población de 407 habitantes y una densidad poblacional de 81,51 personas por km².

## Geografía
Thornton se encuentra ubicada en las coordenadas 33°46′30″N 92°29′16″O / 33.77500, -92.48778. Según la Oficina del Censo de los Estados Unidos, Thornton tiene una superficie total de 4.99 km², de la cual 4.95 km² corresponden a tierra firme y (0.83%) 0.04 km² es agua.

## Demografía
Según el censo de 2010, había 407 personas residiendo en Thornton. La densidad de población era de 81,51 hab./km². De los 407 habitantes, Thornton estaba compuesto por el 65.11% blancos, el 30.96% eran afroamericanos, el 0.25% eran amerindios, el 0.25% eran asiáticos, el 0% eran isleños del Pacífico, el 2.21% eran de otras razas y el 1.23% pertenecían a dos o más razas. Del total de la población el 2.7% eran hispanos o latinos de cualquier raza.